# Bad Idea Right?
«Bad Idea Right?» (estilizado en minúsculas) es una canción de la cantautora estadounidense Olivia Rodrigo de su segundo álbum de estudio, Guts (2023). Geffen Records la lanzó como el segundo sencillo del álbum el 10 de agosto de 2023. Rodrigo coescribió la canción con su productor, Dan Nigro.

## Antecedentes
Después del éxito comercial de su álbum debut de estudio, Sour (2021), Olivia Rodrigo continuó colaborando con Dan Nigro, quien había producido todas las canciones en él. El álbum de seguimiento, Guts (2023), fue concebido cuando tenía 19 años, un año que describió como «mucho desconcierto, errores, torpeza y la buena y antigua angustia adolescente». El álbum y su título fueron anunciados el 26 de junio de 2023, y su primer sencillo, «Vampire», se lanzó cuatro días después. La canción llegó al número uno en varios países, incluidos los Estados Unidos, donde se convirtió en su tercer sencillo en alcanzar el número uno en el Billboard Hot 100.
El 6 de julio de 2023, Rodrigo tocó algunas canciones del álbum para Vogue; Jia Tolentino comentó que en una de ellas, que evocaba a Le Tigre, Charli XCX y la banda sonora de Josie and the Pussycats, Rodrigo se dirigía hacia una noche poco aconsejable e irresistible con un ex. El 31 de julio de 2023, Rodrigo reveló un video que incluía pistas sobre la lista de canciones de Guts, destinado a que los fanáticos lo descifren. El video mostraba a Rodrigo relajándose en un dormitorio, desempacando cajas y experimentando con varios dispositivos, incluido un teclado eléctrico y una máquina de escribir retro. El 1 de agosto de 2023, Rodrigo reveló la lista de canciones, que incluía la canción «Bad Idea Right?» como la segunda pista.
Lanzada el 11 de agosto de 2023, «Bad Idea Right?» sirve como el segundo sencillo de Guts. En un correo electrónico anunciando la canción a sus fanáticos cuatro días antes, Rodrigo afirmó que «la canción es bastante diferente de 'Vampire' y muestra otro lado de Guts que es un poco más divertido y juguetón», expresando su emoción por su lanzamiento. La ilustración de la canción, compartida el mismo día, es una imagen borrosa de Rodrigo posando detrás de una pared de vidrio con el título escrito con lápiz labial rojo frente a su rostro.
Nas is a rapper.

## Composición
«Bad Idea Right?» es una canción de rock con una «energía principal del pop rock de los años 90» que dura tres minutos y cuatro segundos. Nigro se encargó de la producción y la producción vocal. Él produjo la canción junto a Sam Stewart, Dan Viafore y Sterling Laws. Nigro toca la guitarra, la percusión, la producción vocal, el bajo y la programación de batería, Stewart toca la guitarra eléctrica y Laws toca la batería. Spike Stent la mezcló con la asistencia de Matt Wolach.

## Recepción crítica
Pitchfork nombró a «Bad Idea Right?» como la «mejor nueva pista»; Shaad D'Souza afirmó que estaba «a millas de distancia de 'Vampire'» y elogió la actuación de Rodrigo: «Rodrigo, una intérprete con mayúscula, se lanza a la canción con un compromiso profundo de interpretar el papel del personaje principal desaliñado. [...] El pegamento que mantiene unido este Frankenstein de géneros es Rodrigo, cuya inocencia fingida con picardía brinda una de las mejores actuaciones pop del año».

## Videoclip
Petra Collins dirigió el videoclip de «Bad Idea Right?», que se lanzó junto con la canción. En él aparecen Madison Hu e Iris Apatow, a quienes Rodrigo describió como «mis chicas favoritas». En el video, Rodrigo escapa de una fiesta en una casa y visita a un exnovio con Hu, Apatow y Tate McRae. En escenas posteriores, ella ignora todas las barreras en su camino para llegar al dormitorio de su ex.

## Créditos y personal
Créditos adaptados de Qobuz.
- Olivia Rodrigo – composición, interpretación
- Dan Nigro – producción, composición, ingeniería, guitarra, percusiones, producción vocal, bajo, programación de percusiones, coros
- Sam Stewart – ingeniería, guitarra eléctrica
- Dan Viafore – ingeniería
- Sterling Laws – ingeniería, percusiones
- Mark Stent – mezcla
- Matt Wolach – asistente de mezcla

## Posicionamiento en listas
| Listas (2023)                         | Mejor posición |
| ------------------------------------- | -------------- |
| Alemania (Offizielle Deutsche Charts) | 64             |
| Australia (ARIA)                      | 3              |
| Austria (Ö3 Austria Top 40)           | 35             |
| Canadá (Canadian Hot 100)             | 9              |
| Estados Unidos (Billboard Hot 100)    | 7              |
| Francia (SNEP)                        | 122            |
| Grecia (IFPI)                         | 14             |
| Irlanda (IRMA)                        | 4              |
| Islandia (Plötutíðindi)               | 32             |
| Japón (Billboard Japan)               | 6              |
| Letonia (EHR)                         | 14             |
| Lituania (AGATA)                      | 40             |
| Noruega (VG-lista)                    | 27             |
| Nueva Zelanda (Recorded Music NZ)     | 4              |
| Países Bajos (Mega Single Top 100)    | 29             |
| Panamá (Monitor Latino)               | 17             |
| Polonia (Polish Streaming Top 100)    | 92             |
| Portugal (AFP)                        | 36             |
| Reino Unido (UK Singles Chart)        | 3              |
| Singapur (RIAS)                       | 11             |
| Suecia (Sverigetopplistan)            | 57             |
| Suiza (Schweizer Hitparade)           | 58             |
| Vietnam (Vietnam Hot 100)             | 97             |